# Catatonie
Catatonie is een cluster van verschillende symptomen, waarbij bizarre motorische verschijnselen optreden, waaronder mutisme, flexibilitas cerea (wasachtige buigzaamheid), catalepsie en stupor. Het is geen psychiatrische ziekte, alhoewel het wel als zodanig kan worden geduid. De term werd in 1874 geïntroduceerd door de Duitse psychiater Karl Ludwig Kahlbaum (1828-1899) om uitdrukking te geven aan het ‘door en door gespannen zijn’ dat hij als hoofdkenmerk zag van de aandoening.
Dit beeld kan veroorzaakt worden door uiteenlopende aandoeningen. In ruim de helft van de gevallen is er sprake van een bipolaire stoornis als onderliggende oorzaak, maar ook andere psychische aandoeningen zoals schizofrenie of somatische (lichamelijke) aandoeningen als intoxicaties, drugs, bijwerking van bepaalde medicatie, infecties van de hersenen (encefalitis, meningitis), sommige metabole stoornissen, epilepsie kan dit beeld veroorzaken. Belangrijk is dat catatonie kan optreden als symptoom van een maligne neurolepticasyndroom, een zeldzame zeer ernstige bijwerking van sommige medicijnen, vooral antipsychotica. 
In het verleden werd catatonie vooral gezien in het kader van schizofrenie, vandaar dat men soms denkt dat het alleen bij psychiatrische aandoeningen voorkomt. Tegenwoordig is duidelijk dat dat niet het geval is. 
Catatonie komt in gradaties voor, van milde symptomen waarbij patiënten zelf nog eten en drinken en er enige communicatie mogelijk is, tot volkomen onbeweeglijkheid zonder enige zelfzorg. Catatonie kan indien onbehandeld of onvoldoende behandeld, zich (relatief snel) ontwikkelen tot letale catatonie, waarbij er tevens sprake is van wisselende bloeddruk, wisselend hoge hartslag, extreme stijfheid, afbraak van spieren, koorts. De kans dat patiënten hieraan overlijden indien niet tijdig herkend en behandeld is sterk verhoogd. De spierafbraak leidt tot een verhoging van het creatinekinase, wat schade geeft aan de nieren, waardoor nierfalen kan optreden (rabdomyolyse). Het beeld van catatonie bij een patiënt kan sterk wisselen over de dag, maar ook langere tijd hetzelfde blijven.

## Classificatie
Volgens DSM-5 minimaal drie van de volgende symptomen:
- Stupor: geen psychomotorische activiteit; geen actieve interactie met de omgeving
- Catalepsie: het passief laten innemen van een houding die tegen de zwaartekracht in wordt volgehouden
- Wasachtige buigzaamheid (Flexibilitas cerea): lichte, gelijkblijvende weerstand tegen het in een andere houding plaatsen door de onderzoeker
- Mutisme: nauwelijks of geen verbale respons (tenzij afasie)
- Negativisme: verzet tegen of geen reactie op instructies of externe stimuli
- Poseren: spontaan en actief vasthouden van een houding tegen de zwaartekracht in
- Motorische maniërismen: vreemde, overdreven karikaturen van normale handelingen
- Motorische stereotypieën: repeterende, abnormaal frequente, niet-doelgerichte bewegingen
- Agitatie: agitatie niet onder invloed van externe stimuli
- Grimasseren: gemaniëreerde, bizarre, overdreven bewegingen van het gelaat die automatisch tot stand lijken te komen
- Echolalie: anderen napraten
- Echopraxie: bewegingen van anderen nadoen

Dit kan zijn in het kader van:
- 293.89A Catatonie bij een andere psychische aandoening (catatonie als specificatie)
- 293.89B Catatone stoornis door een somatische aandoening
- 293.89C Ongespecificeerde catatonie (tijdelijke diagnose, men weet nog geen oorzaak)

### Subtypes
Catatone stupor is een onbeweeglijke, apathische toestand, zonder enige reactie op externe prikkels. Motorische activiteit is nagenoeg afwezig. Patiënten blijven voortdurend in vrijwel dezelfde houding. Patiënten liggen soms met het hoofd enige centimeters boven het kussen in plaats van erop. Soms is het beeld zo ernstig dat patiënten de ogen open houden en zelfs niet meer knipperen met de oogleden, hetgeen uitdroging van het hoornvlies en schade hieraan kan veroorzaken. Patiënten eten vaak niet meer zelf, en lopen daardoor het risico op uitdroging hetgeen in extreme gevallen zelfs kan leiden tot de dood. Het voortdurend in dezelfde houding verblijven kan leiden tot doorligplekken. Er is niet of weinig contact met de patiënt te krijgen in deze toestand. Er is geen of nauwelijks verbale communicatie meer.
Catatone opwinding is een toestand van opwinding, met stereotypie (steeds dezelfde bewegingen of gebaren maken), bizar gedrag, schreeuwen of klanken uitstoten en lichamelijke onrust. Er is weinig doelgerichtheid in het handelen, ook in de agressie die sommige patiënten in deze toestand kunnen laten zien naar zichzelf of anderen. Deze opwindingstoestand kan plots ontstaan bij een patiënt die voorheen in een catatone stupor was, en is als zodanig niet te voorspellen. Ook in deze toestand is er niet of weinig contact te krijgen met de patiënt.
Verder zijn ook letale catatonie en periodieke catatonie beschreven.

## Behandeling
Aangezien een catatone toestand risico geeft op uitdroging, letsel en/of ondervoeding en mogelijk overlijden is behandeling noodzakelijk. Eerste keus is daarbij het toedienen van hoge doseringen benzodiazepinen, waarbij meestal wordt gekozen voor lorazepam. Dit wordt zo nodig toegediend per injectie of infuus indien patiënten niet meer kunnen slikken. Indien dit onvoldoende resultaat heeft, of bij letale catatonie waarbij acuut levensgevaar dreigt, wordt ECT (elektroconvulsietherapie) gegeven. Als het beeld verbetert dient de onderliggende oorzaak, indien bekend, adequaat behandeld te worden om een herhaling te voorkomen. Zo nodig wordt vocht per infuus en voeding via een sonde toegediend, en worden andere lichamelijke problemen behandeld.

## Film
De film Awakenings gaat over mensen met deze aandoening.